# Kona nemzetközi repülőtér
A Kona repülőtér (IATA: KOA, ICAO: PHKO) az Amerikai Egyesült Államok egyik repülőtere, amely Kalaoa közelében található Hawaii államban. Éves utasforgalma 115 874 fő (1960).

## Futópályák
A repülőtér futópályái:
- 17/35 (11 000 ft, 150 ft, aszfalt)

## Forgalom
Az utasforgalom az elmúlt években az alábbi módon változott:
| Utasok száma | 115 874 | 808 970 | 1 118 413 | 1 691 342 | 2 161 936 | 2 628 157 | 2 542 566 | 2 713 624 | 3 070 772 | 4 297 272 |
|              | 1960    | 1974    | 1980      | 1986      | 1992      | 1997      | 2003      | 2009      | 2015      | 2023      |

## Légitársaságok és úticélok
2025-ben a Kona nemzetközi repülőtérről az alábbi járatok indulnak (Utoljára frissítve: 2025-02-23):
| Légitársaság       | Célállomások |
| ------------------ | --- |
| Air Canada         | Szezonális: Vancouver |
| Alaska Airlines    | Los Angeles (kezdődik 2025. június 12-től), Portland (OR), San Diego, San Francisco (kezdődik 2025. június 12-től), San Jose (CA), Seattle/Tacoma Szezonális: Anchorage |
| American Airlines  | Los Angeles, Phoenix–Sky Harbor Szezonális: Dallas/Fort Worth |
| Delta Air Lines    | Los Angeles, Seattle/Tacoma |
| Hawaiian Airlines  | Honolulu, Kahului, Lihue, Los Angeles (vége 2025. június 12-től), Sacramento                                                                                            |
| Mokulele Airlines  | Kahului, Waimea |
| Southwest Airlines | Honolulu, Kahului, Las Vegas, Oakland, Sacramento (újrakezdődik 2025. március 6-tól) Szezonális: Los Angeles                                                            |
| United Airlines    | Denver, Los Angeles, San Francisco Szezonális: Chicago–O'Hare |
| WestJet            | Szezonális: Calgary, Vancouver |